# NS-Baureihe SLT
Die SLT oder Sprinter Lighttrain sind elektrische Nahverkehrstriebzüge der Nederlandse Spoorwegen. Sie werden für Sprinter-Einsätze eingesetzt.

## Allgemeines und Einsatzgebiet
Der Name Sprinter steht für den Einsatz im S-Bahn-ähnlichen Verkehr, da durch breite Einstiege schnelle Fahrgastwechsel möglich werden. Die Züge, die in Anlehnung an die Deutsche Baureihe 425 entwickelt wurden, verbinden im Regional- und Nahverkehr die Ballungsräume im Westen der Niederlande miteinander. Dabei haben sie ältere Fahrzeuge wie die Mat ’64 schrittweise ersetzt.
Für den Probebetrieb waren die Regionalzüge auf der Strecke Den Haag-Utrecht eingesetzt und erhielten die Zugnummernreihe 9800. Nach Problemen bekamen die Züge – in Anlehnung an den englischsprachigen Namen – den Spitznamen slet bei Personal und Reisenden.
Die Züge entsprechen dem neuen niederländischen Eisenbahngesetz RKS (Regeling keuring spoorvoertuigen). Dieses deckt unter anderem ein Kollisions-Szenario eines Aufpralls mit 110 Kilometer pro Stunde auf ein 15 Tonnen schweres Hindernis ab.

## Hersteller und Geschichte
Am 21. Juli 2005 beauftragten die Niederländischen Eisenbahnen ein Konsortium aus Bombardier Transportation und Siemens Transportation Systems mit dem Bau von insgesamt 35 Zügen. Der Auftrag umfasste 246 Fahrzeuge (Wagen) mit einer Option auf bis zu 800 weitere. Die Auslieferung sollte zwischen September 2008 und Oktober 2009 erfolgen. Der Auftragswert, einschließlich der Option, lag bei 1,2 Milliarden Euro. Der Auftragswert für die ersten 35 Züge betrug 248 Millionen Euro, wovon 104 Millionen Euro auf Bombardier und 144 Millionen Euro auf Siemens entfielen.
Die Züge ersetzten die in den 1960er und 1970er Jahren gebauten Triebzüge der Baureihen T und V. Ebenfalls war geplant, die neun Prototyp-Triebzüge der Reihe SM90 aus den 1990er Jahren zu ersetzen.
Die Sechsteiler wurden im Siemens-Werk in Krefeld-Uerdingen montiert, die Vierteiler beim Konsortialführer Bombardier. Die Inbetriebsetzung aller vierteiligen Einheiten erfolgte im Bombardier-Werk in Aachen, die der sechsteiligen Einheiten im Siemens Prüfcenter Wegberg-Wildenrath. Ende Februar 2009 hatte der Kunde Nederlandse Spoorwegen die ersten beiden Züge des Konsortiums aus Siemens und Bombardier abgenommen.
Zwei Optionen wurden im September 2007 von den Niederländischen Eisenbahnen eingelöst. Hierbei handelte es sich um zusammen weitere 32 vier- und 32 sechsteilige Elektrotriebzüge im Gesamtwert von 399 Millionen Euro, wobei der Anteil von Bombardier bei 162 und der von Siemens bei 237 Millionen Euro lag. Auch hier wurden die Vierteiler in den Bombardier-Produktionsstätten in Aachen und Hennigsdorf, und die Sechsteiler bei Siemens in Krefeld-Uerdingen hergestellt. Im September 2009 wurde die dritte Option über 19 vier- und 13 sechsteilige Zugeinheiten eingelöst. Davon wurden alle 13 Sechsteiler und ein Vierteiler bei Siemens, die anderen 18 Vierteiler bei Bombardier gefertigt. Weitere Optionen, die zunächst vorgesehen waren, wurden nicht mehr eingelöst.
Es wurden insgesamt 658 von zuvor 1046 vorgesehenen Wagen gefertigt und in den Jahren 2008 bis 2010 ausgeliefert. Letztlich waren es 69 Vierteiler (Baureihe 2400) und 62 Sechsteiler (Baureihe 2600).
In Kritik geriet die Bahngesellschaft, da sämtliche Sprinter-Züge nicht mit Toiletten ausgerüstet sind. Dies sei, so die Niederländischen Eisenbahnen, auf Kurzstrecken nicht nötig, da hierbei die Toiletten kaum genutzt würden; Dem Betreiber verursacht die Bereithaltung und Reinigung hauptsächlich höhere Kosten. Bereits früh nach der Inbetriebnahme wurden Sprinter-Garnituren allerdings auch vermehrt auf längeren Strecken eingesetzt. Dies führte zu zunehmenden Protesten, die auch auf die politische Ebene getragen wurden. Weitere Klagen von Fahrgäste betrafen die Sitze, vor allem in der 1. Klasse: Der einzige Unterschied ist die Polsterfarbe (Blau in der 2. Klasse, Rot in der 1. Klasse) bei einem Fahrpreiszuschlag von etwa 40 %.
Weitere Proteste gab es vom Zugpersonal, das bereits vor Auslieferung der ersten Bauserie auf Probleme hingewiesen hatte. Dazu gehörten der Einstieg aus dem Gleisbereich, das Fehlen eines separaten Raums für das Zugbegleitpersonal und vor allem die gläserne Rückwand zum Führerstand. Hier befürchtete das Personal mangelnde Privatsphäre, blendende Lichteinstrahlung aus dem Fahrgastraum bei Nachtfahrten und dass Fahrgäste bei Unfällen ungewollt Zeuge sein könnten. Die damalige Direktion der NS wies diese Beschwerden beiseite oder versuchte, sie mit für unzureichend gehaltenen Maßnahmen zu erledigen.
Die Züge sollen zwischen 2021 und 2025 mit Toiletten, ausfahrbaren Schiebetritten und ETCS-Fahrzeuggeräten ausgerüstet werden.

## Bilder

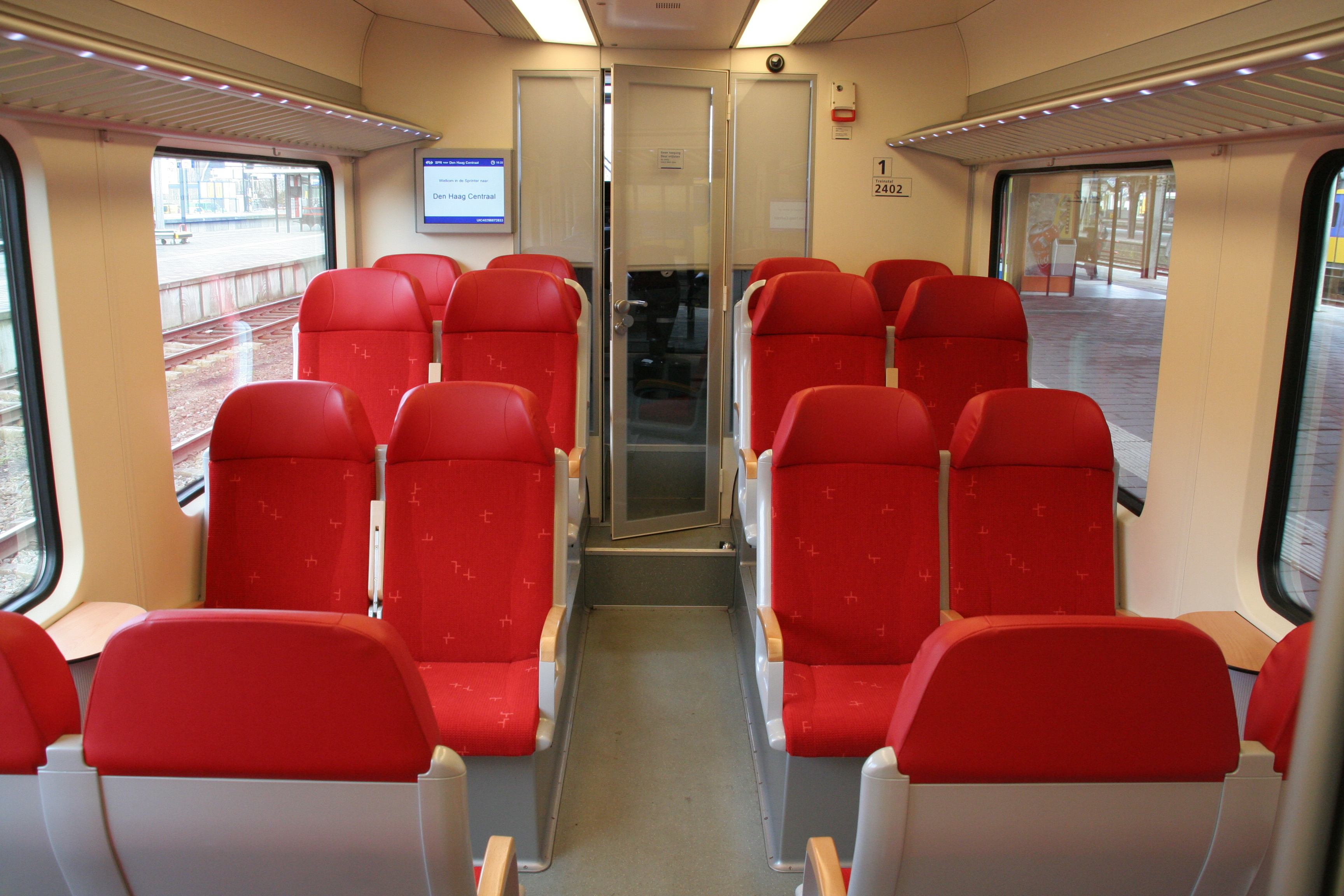
Erste Klasse
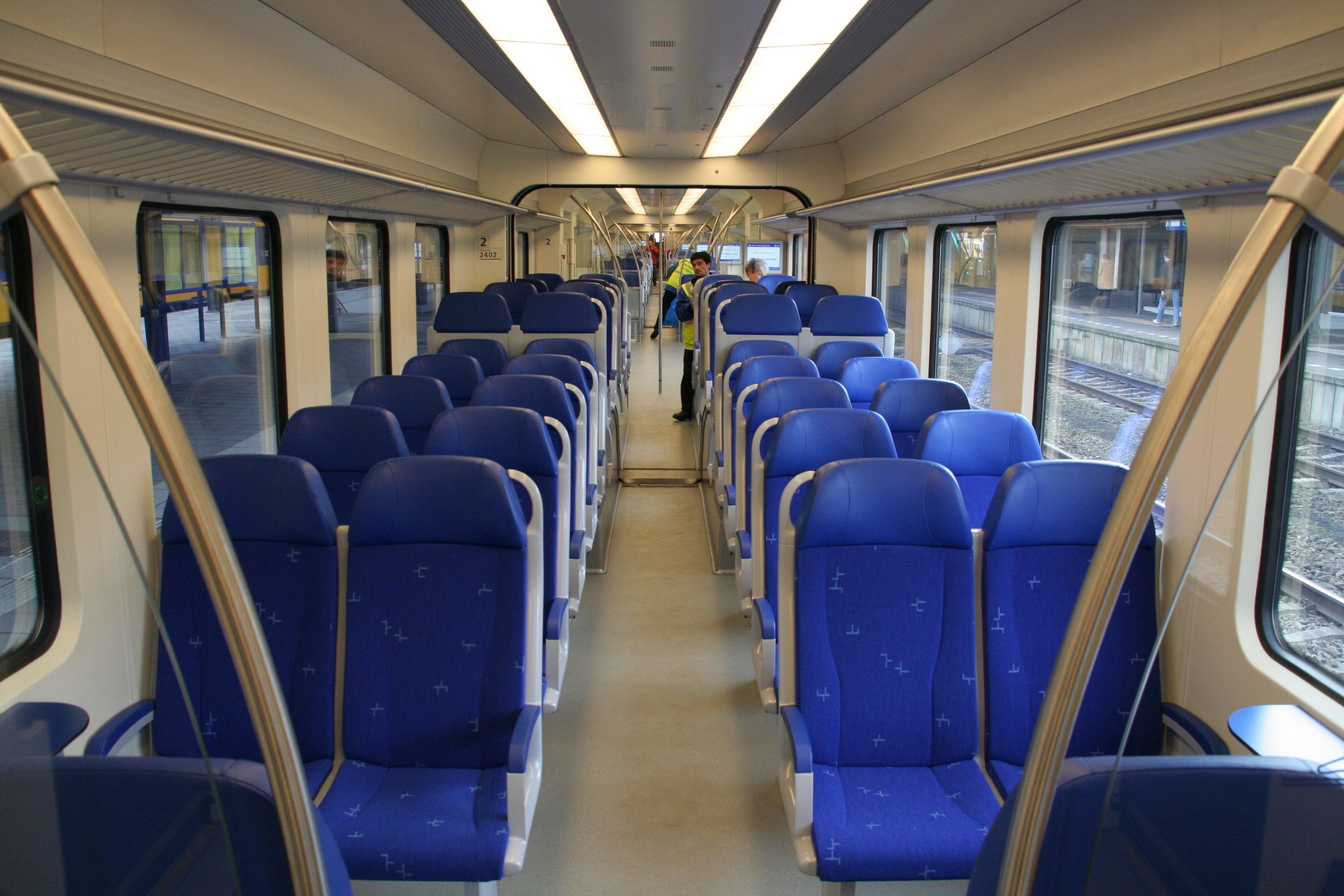
Zweite Klasse
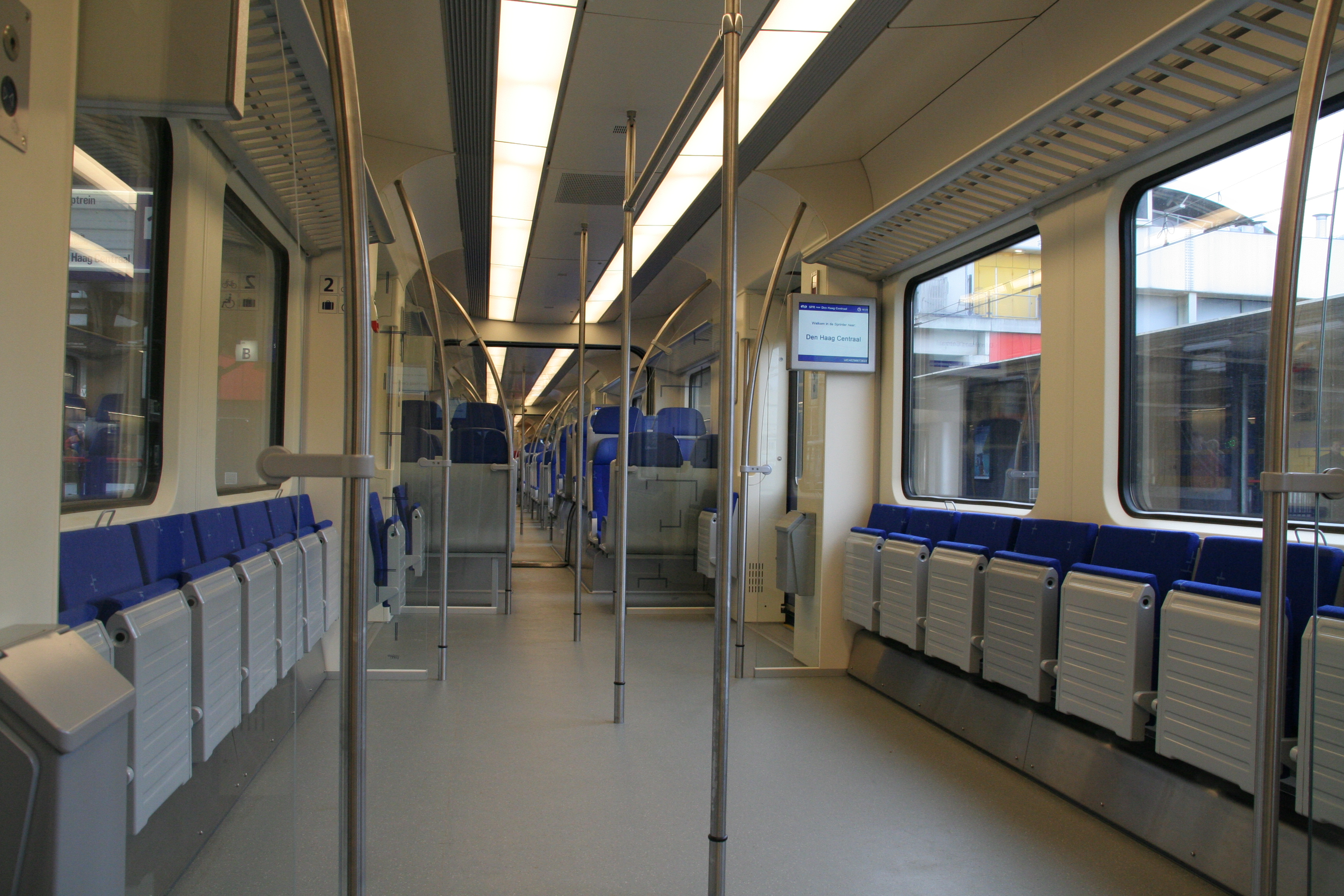
Mehrzweckabteil
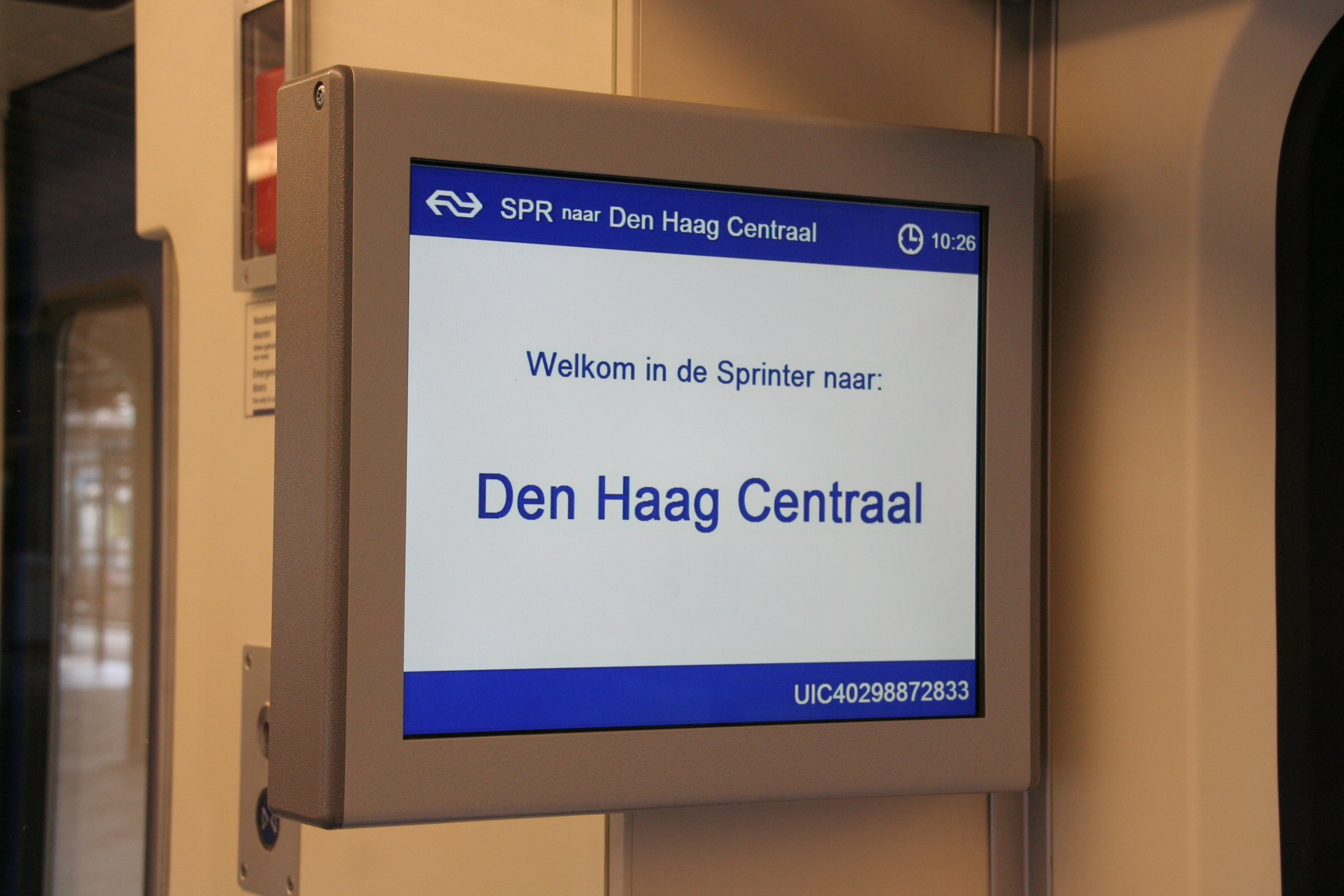
Fahrgast-Informationssystem
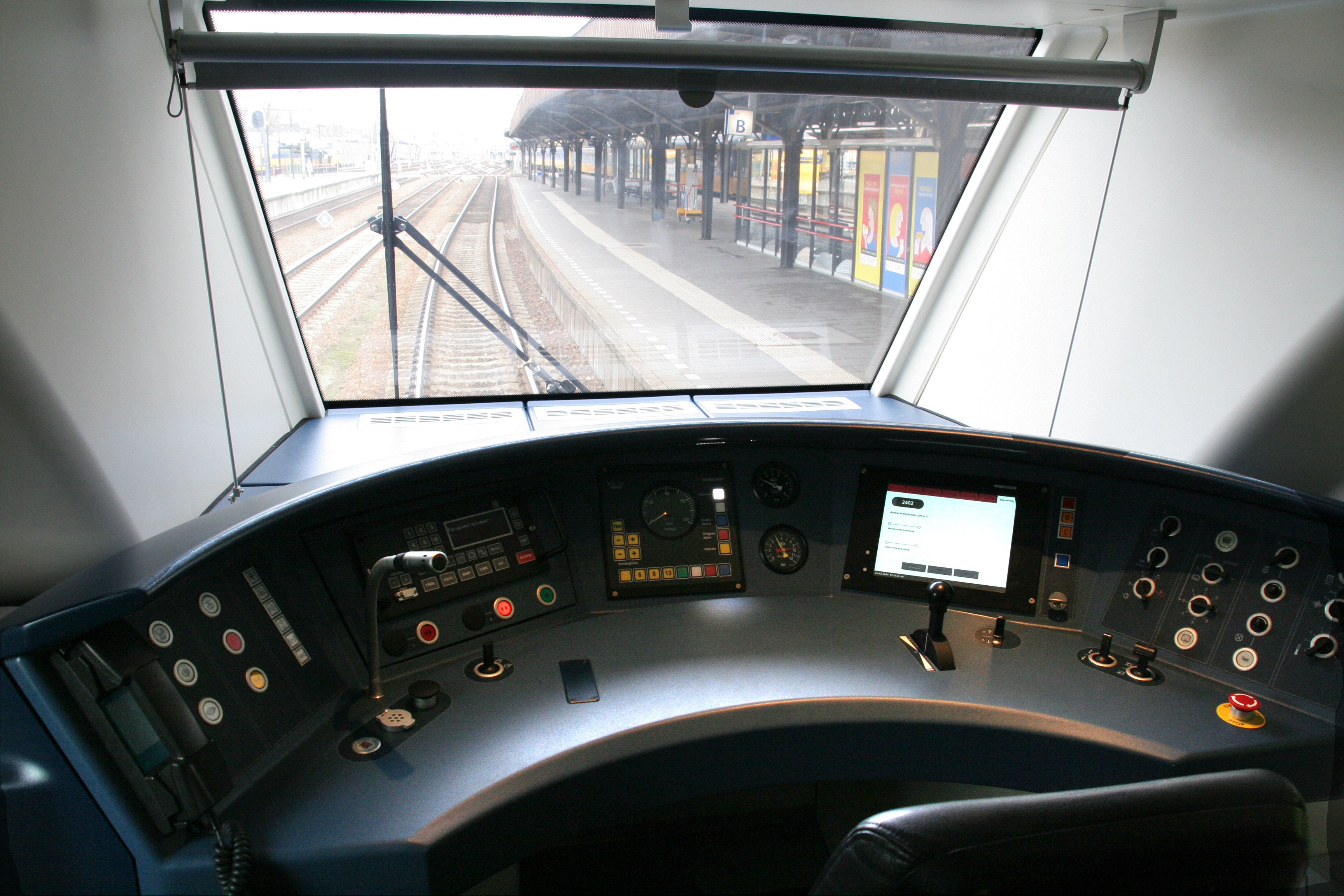
Führerstand
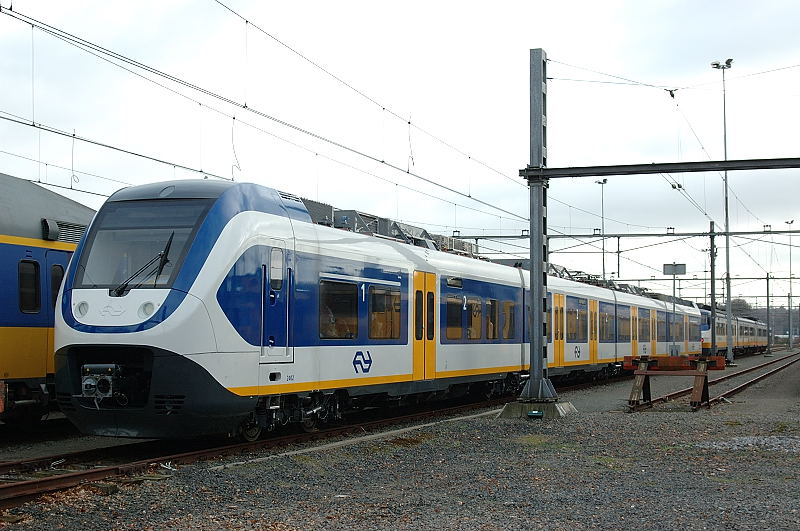
Vierteilige Variante